# Joseph Dosu
Joseph Dosu  est un footballeur nigérian né le 19 juin 1973 à Abuja. Il évoluait au poste de gardien de but.

## Biographie

### En équipe nationale
Il est champion olympique avec le Nigeria lors des Jeux olympiques d'été de 1996. Il dispute l'intégralité des matchs lors du tournoi olympique.
International nigérian, il reçoit 3 sélections en équipe de Nigeria en 1996 et en 1997.
Il dispute notamment deux rencontres dans le cadre des qualifications pour la coupe du monde 1998, l'un contre le Burkina Faso le 9 novembre 1996, l'autre contre le Kenya le 12 janvier 1997.

## Carrière
- 1991-1996 :  Julius Berger
- 1996-1998 :  AC Reggiana

## Palmarès
Avec Julius Berger :
- Champion du Nigeria en 1991.
- Vainqueur de la Coupe du Nigeria en 1996.

Avec le Nigeria :
- Médaillé d'or aux Jeux olympiques d'été de 1996.